# Pläne

Pläne (auch pläne records) war ein Independent-Plattenlabel, das sich besonders auf das links-orientierte politische Lied, deutsche Liedermacher und Weltmusik spezialisiert hatte. pläne hatte seine Blüte in den politischen 1970er und 1980er Jahren. Sitz war Dortmund.

## Geschichte
pläne war der Name einer antifaschistischen Zeitschrift der Bündischen Jugend in den 1930er Jahren. Gegründet wurde sie von Eberhard Koebel (auch unter dem Namen tusk bekannt), der 1934 nach England emigrieren musste. Die Nationalsozialisten verboten das Blatt. Ende der 1950er Jahre wurde die Zeitschrift wiederbelebt und hielt noch bis in die 1960er Jahre hinein losen Kontakt zur bündischen Jugend.
Ab 1961 wurden auch Buchpublikationen und auf Initiative des Schriftstellers Gerd Semmer Schallplatten unter gleichem Namen herausgebracht. Unter dem Titel Ça ira (‚das geht ran‘) erschienen Lieder der Französischen Revolution, gesammelt, übersetzt und editiert von Semmer, die erste Schallplattenproduktion (2 Longplay-Singles). Kurz darauf erschienen zwei Singles mit neuen deutschen Chansons von Gerd Semmer und Dieter Süverkrüp. Bald wurde eine Single von Hanns Dieter Hüsch, Carmina Urana, Vier Gesänge gegen die Bombe nachgelegt. Mit Lieder des europäischen Widerstandes gegen den Faschismus erschien 1965 die erste „echte“ Langspielplatte. Danach erschienen auch Aufnahmen von Fasia Jansen und Perry Friedman bei pläne. Anfang der 1960er Jahre begleitete pläne mit Liedern gegen die Bombe und Ostersongs die Demonstranten der Ostermärsche, es erschienen John Bernals Welt ohne Krieg und Heinrich Hannovers Opposition. pläne zog in dieser Zeit nach Dortmund um. Am 1. Mai 1966 meldeten Frank Werkmeister und Arno Klönne pläne als GmbH an.
Ende der 1970er Jahre wurden der Liedermacher Hannes Wader sowie das Duo Zupfgeigenhansel unter Vertrag genommen. Nach dem Putsch in Chile erschienen Platten von Víctor Jara, Inti-Illimani und Quilapayún. In den 1980er Jahren wurde das Programm erweitert, ebenso wurde der Jazz-Bereich ausgebaut.
Der Verlag konzentrierte sich auf klassisches Liedermachertum mit Hannes Wader und Frank Baier sowie auf junge Künstler wie Mathilda, Jan Reimer, Hoyo Colorao und Little Venus.
In Deutschland wurde das pläne-Repertoire über Rough Trade Distribution vertrieben. pläne records hatte Vertriebe in den Niederlanden, Dänemark, Italien, Norwegen, Österreich, Polen, Portugal, Schweden, der Schweiz, Spanien, Südkorea, der Tschechischen Republik, der Slowakei und Ungarn.
Über die Besitzstrukturen des Verlags sind wenig konkrete Fakten bekannt. Der Verlag wurde oft als der 1968 gegründeten DKP nahestehend angesehen. Der frühere DKP-Politiker Peter Schütt zählt den pläne-Verlag in einem Bericht für die Enquete-Kommission zur Aufarbeitung von Geschichte und Folgen der SED-Diktatur zu den Unternehmen, die von der DDR-Führung finanziert gewesen seien, um in Westdeutschland Kulturpropaganda für die SED zu betreiben. Wie sich das Engagement von DDR und DKP bei pläne genau gestaltete und wie lange es andauerte, ist nicht bekannt. Die Zeit berichtete 1989, dass am Ende der DDR der bis dahin von der SED finanzierte pläne-Verlag zunächst wirtschaftlich solide dastand und ohne fremde finanzielle Hilfe auskam, da er es geschafft hatte, sich nicht nur auf die Hilfe der sozialistischen Länder zu stützen, sondern ein eigenes attraktives Programm entwickelt hatte.
2011 stellte das Unternehmen den Betrieb ein.

## Programm
Es erschienen Platten von Kabarettisten wie Dietrich Kittner und Ekkes Frank und dem Schauspieler Hanns Ernst Jäger. Vom DDR-Label Aurora wurden Produktionen von Ernst Busch übernommen: Lieder der Arbeiterklasse und Lieder des spanischen Bürgerkrieges. Auch eine Dichterlesung von Erich Kästner erschien.
Ab 1970 veröffentlichte der Verlag vermehrt auch Lieder aus aller Welt. Die Künstler kamen aus Südamerika, Russland, Israel, USA, Spanien, Frankreich, England, Schottland, Griechenland, Irland. Die Lieder verschiedener Stilrichtungen haben regionalen Bezug und Authentizität im Umgang mit musikalischen Traditionen. Kämpfendes Afrika war eine der ersten Weltmusik-LPs. 50 Pfennig pro Schallplatte gingen damals an den African National Congress. Lieder aus der  UdSSR von Wladimir Wyssozki und Bulat Okudshawa kamen dazu, anschließend Mikis Theodorakis und Maria Farantouri sowie Zülfü Livaneli, Atahualpa Yupanqui aus Argentinien und die Exil-Chilenen von Quilapayun und Inti-Illimani, sowie Aufnahmen des von den Putschisten ermordeten Víctor Jara. Der  Klarinettist Giora Feidman veröffentlichte seit Ende der 1980er Jahre bei pläne.
Mit Die Kanaken erschien bei Pläne Anfang der 1980er Jahre auch das erste kommerzielle Album eines türkischen Künstlers in deutscher Sprache.

## Künstler
- Ape, Beck & Brinkmann
- Lydie Auvray
- Frank Baier
- Jasmine Bonnin
- Ernst Busch
- Duo Z (Tornado Rosenberg und Rudko Kawczynski)
- Delta Blues Band
- Maria Farantouri
- Floh de Cologne
- Giora Feidman
- Anne Haigis
- Burkhard Ihme
- Fasia Jansen
- Víctor Jara
- Joan & José
- Liederjan
- Little Venus
- Lluís Llach
- Lokomotive Kreuzberg
- Bongi Makeba
- Mathilda
- Die Münchner Songgruppe
- Sergio Ortega
- Oysterband
- The Parachute Club
- Inga Rumpf
- The Sands Family
- Dieter Süverkrüp
- Barbara Thalheim
- Fredrik Vahle
- Wladimir Wyssozki
- Hannes Wader
- Colin Wilkie
- Atahualpa Yupanqui
- Quilapayún
- Zupfgeigenhansel